# Cadwst
Cadwst (Ausspracheⓘ) ist ein sogenanntes hall house (ähnlich zum deutschen Hallenhaus) in der Cruck-Bauweise auf dem Gebiet der Community Llandrillo in Denbighshire in Nordwales, das als Grade II building in die Statutory List of Buildings of Special Architectural or Historic Interest aufgenommen wurde.

## Lage
Cadwst liegt in Nordwales in der Principal Area Denbighshire in der Community Llandrillo im Südwesten von Denbighshire in der Nähe der beiden Weiler Cadwst Mawr und Cadwst Bach unweit des Baches Clochnant und einer Furt über diesen. Der Bach mündet wenige hundert Meter westlich des Gebäudes in den Afon Ceidiog. Auf der 1898 erschienenen, zweiten Edition der Landkarten von Ordnance Survey lässt sich zwar ebenfalls an diesem Ort die Bezeichnung Cadwst nachweisen, allerdings als Bezeichnung unbekannten Typs, was heißt, dass unklar ist, ob die Weiler oder das Farmhaus gemeint ist.

## Beschreibung
Ausweislich der Online-Datenbank des National Monuments Record of Wales ist Cadwst ein „spätmittelalterliches, in der Cruck-Bauweise errichtetes hall-house“, das 2011 restauriert worden sei. Das Haus entstand wohl im frühen 16. Jahrhundert und hat eine offene Feuerstelle. Im 18. Jahrhundert wurde das Haus renoviert und zentrale Bauelemente durch Steinwerk ersetzt und gleichseitig das Haus auf zwei Etagen aufgestockt und ein Schornstein errichtet, der später mit einem weiteren Schlot für einen Backofen ergänzt wurde. Ab dem frühen 20. Jahrhundert wurde das Haus zunächst zugunsten eines neuen Farmhauses nicht mehr genutzt, ehe eine neue Nutzung als Kuhstall begonnen wurde. Das heutige Bauwerk besteht aus verschiedenen Natursteinen sowie aus Ziegelsteinen und hat ein Asbestdach. Es existieren verschiedene Fenster- und Türöffnungen, zudem ist eine Art Getreidespeicher oder Heuschuppen am Gebäude angebaut worden. Im Inneren wurde eine Fachwerkkonstruktion im Stile des Cruck eingebaut, wobei das Innere primär aus einer Halle besteht. Im Oktober 2003 wurde es als gut erhaltendes hall-house aus der betreffenden Errichtungszeit als Grade II building in die Statutory List of Buildings of Special Architectural or Historic Interest aufgenommen.